# Ксіфактин

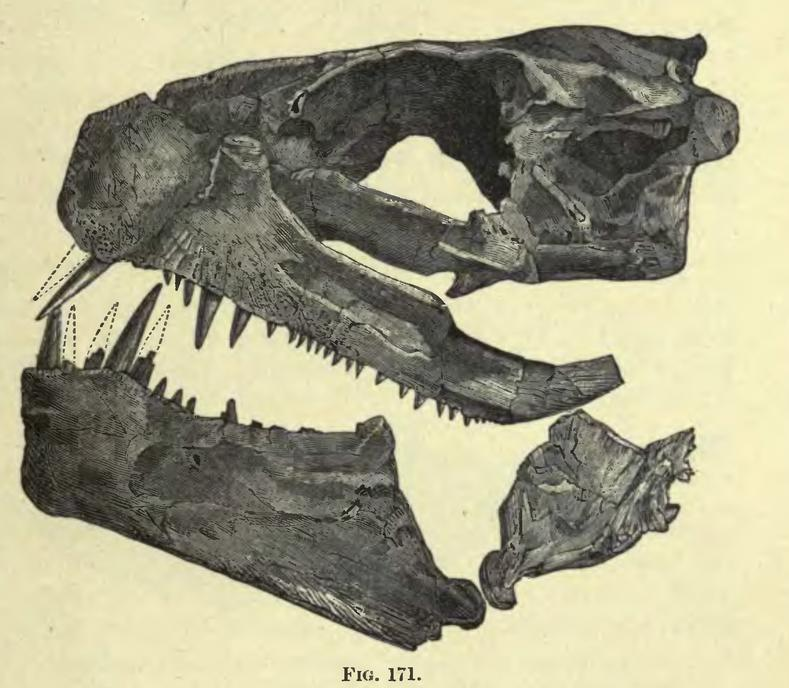
Череп ксіфактина — за: Е. Д. Коуп, з К. Ціттеля, 1913

Ксіфактин (Xiphactinus audax) — гігантська кісткова риба крейдяного періоду. Належить до вимерлого мезозойського ряду Ichthyodectiformes, близького до основи стовбура костистих риб. Вид Xiphactinus audax названий Джозефом Лейді в 1870 році на підставі фрагмента шипа грудного плавника, виявленого в крейдяних відкладах Канзасу (США). Слід зазначити, що зуби цієї риби Лейді раніше описав (з крейди Нью-Джерсі) як зуби морських рептилій. В 1872 р. Д. Коуп на підставі повніших решток (включаючи череп) описав з крейдяних відкладень Канзасу рибу Portheus molossus. Пізніше виявилося, що це синонім ксіфактина. Назва «портеус» досі використовується в старій літературі.
Ксіфактин — гігантська риба, нагадувала за обрисами сучасних тарпонів. Довжина тіла досягала 6 метрів і більше. Відомі численні повні скелети, найбільший має довжину понад 5 метрів. Більшість решток походить з відкладень Внутрішнього Крейдяного Моря в Канзасі. Вік цих відкладень відповідає початку пізньої крейди («середня» крейда — турон — сантон). Фрагментарні рештки описані з Алабами, Нью-Джерсі, Джорджії і Айови. В 2003 р. залишки, ймовірно, нового виду ксіфактина виявлено в Чехії. Є згадки про знахідки в Ірландії, Австралії та Поволжі.

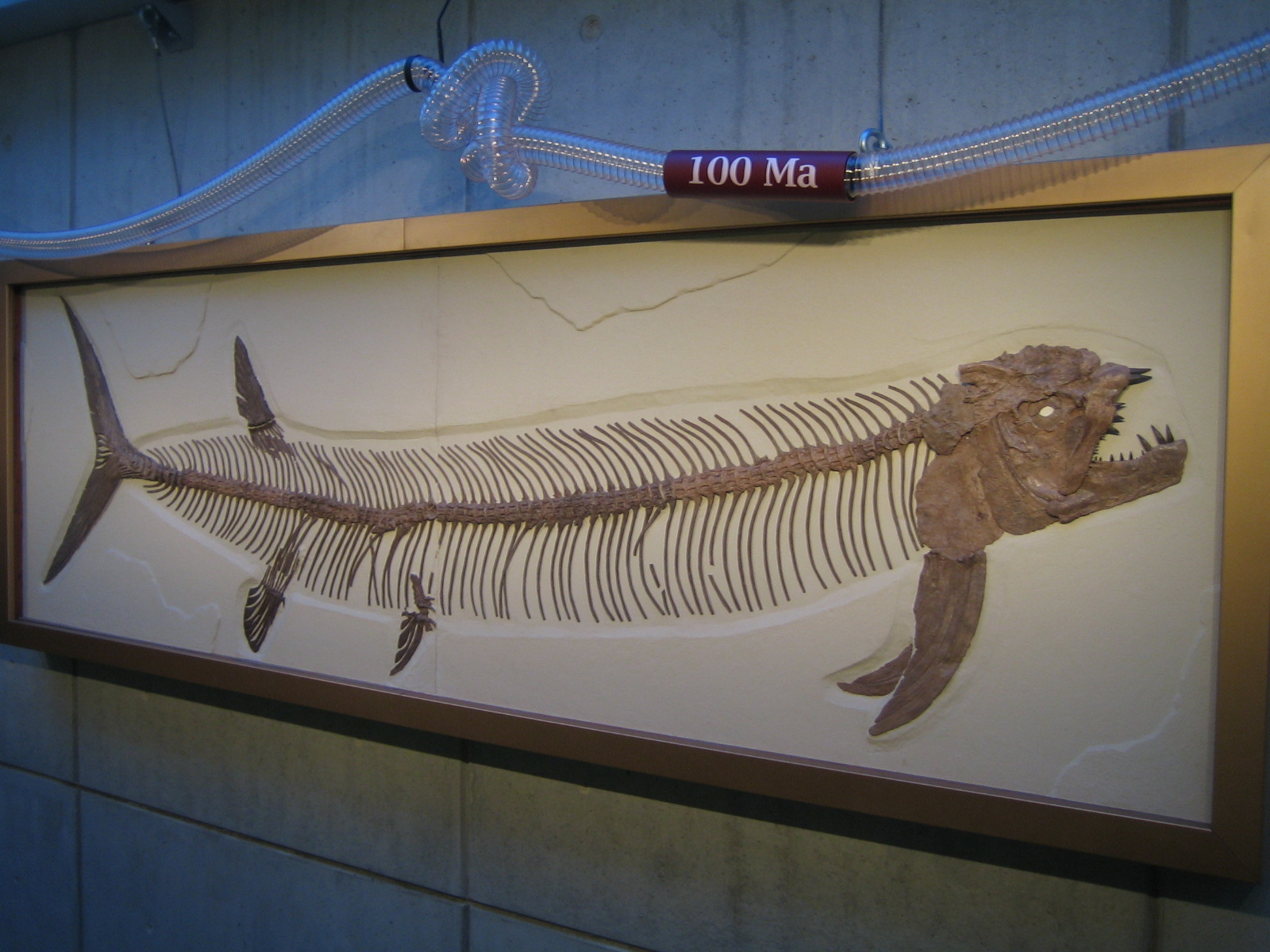
Скелет Xiphactinus audax, музей Космокаіша, Барселона.

У ксіфактина дуже потужні щелепи, обсаджені величезними іклоподібними зубами, нижня щелепа масивна, через що рибу прозвали «рибою-бульдогом». Плавці довгі, вузькі. Грудні плавці несуть потужний емалевий шип по передньому краю. Довжина цього шипа доходила до 1 метра. Старі автори вважали, що риба могла використовувати його як зброю. Тіло було покрите досить великою лускою. За способом життя це був пелагічний хижак. Мабуть, він часто ковтав свою здобич цілком: відомо кілька скелетів ксіфактинів зі скелетами дрібніших (але більше метра в довжину!) риб всередині. Знаменита «риба в рибі» — скелет ксіфактина довжиною понад 4 метри, всередині якого знаходиться скелет іншого іхтіодектида Gillicus arcuatus. Скелет виставлений в музеї Штернберга в Канзасі. Ця унікальна знахідка була зроблена Дж. Штернбергом в 1952 р. в Смокі-Хілл, в Канзасі. Судячи з усього, хижак проковтнув свою жертву цілком і практично відразу загинув (можливо, саме в результаті своєї жадібності). Усередині скелетів ксіфактинів знаходили і рештки акули кретоксиріна. З іншого боку, кістки ксіфактинів знаходили у шлунках великих мозазавров — тілозаврів, на кістках цієї риби виявлені сліди зубів тих же акул кретоксирінів і сквалікораксів.
Щодо розмноження ксіфактина нічого не відомо — найдрібніший екземпляр, відомий за фрагментами щелепи, досягав 30 см в довжину.
Ймовірно, цей вид зник ще до кінця крейдяного періоду, коли Внутрішнє Море Канзаса практично висохло. Останні знахідки ксіфактинів відносяться до Кампанської епохи (а найдавніші — до альбу).
Ксіфактин представлений у фільмах «Прогулянки з морськими чудовиськами» і «Морські чудовиська — доісторичні пригоди».

## Ресурси Інтернета
- http://www.oceansofkansas.com/xiphac.html [Архівовано 30 жовтня 2009 у Wayback Machine.] (огляд М. Еверхарт — найкращий в Мережі)
- https://web.archive.org/web/20120512023800/http://homepages.dordt.edu/ ~ mahaffy / paleo / fish / xiphactinus.html (залишки з Айови)
- http://www.bbc.co.uk/science/seamonsters/factfiles/xiphactinus.shtml [Архівовано 26 жовтня 2010 у Wayback Machine.]
- https://web.archive.org/web/20080509145103/http://www.trieboldpaleontology.com/casts/xiphactinus_new.htm
- https://web.archive.org/web/20071212023856/http://forum.crazyzoologist.int.ru/viewtopic.php?pid=6745
- http://strata.geology.wisc.edu/jack/showgenera.php?taxon=611&rank=class [Архівовано 19 липня 2012 у Archive.is]